# Iuhnî, Mîronivka
Iuhnî (în ucraineană Юхни) este o comună în raionul Mîronivka, regiunea Kiev, Ucraina, formată numai din satul de reședință.

## Demografie
Componența lingvistică a comunei Iuhnî
     Ucraineană (98,64%)
     Rusă (1,36%)
Conform recensământului din 2001, majoritatea populației comunei Iuhnî era vorbitoare de ucraineană (98,64%), existând în minoritate și vorbitori de rusă (1,36%).